# نظام حزبی
نظام حزبی یک مفهوم نسبی در علم سیاست می‌باشد که اشاره به حکومت‌هایی دارد که در کشورهای دموکراتیک بر اساس احزاب سیاسی تشکیل می‌شوند. در این حکومت‌ها احزاب سیاسی در قدرت با پایگاه حمایت مردمی امکان کنترل دولت و ایجاد مکانیسم‌های داخلی برای کنترل و مصرف بودجه را دارا می‌باشند. نظام‌های حزبی را می‌توان با میزان تاثیر و تعداد احزاب مؤثر تشخیص داد. 